# Vixneve (Crimea)
|  | Per a altres significats, vegeu «Vixnióvoie». |

Vixneve (en ucraïnès: Вишневе, en rus: Вишнёвое, Vixnióvoie) és un poble de la República Autònoma de Crimea a Ucraïna, que el 2014 tenia 249 habitants. Pertany al districte de Bilohirsk.